# François-Hippolyte Barthélémon
François-Hippolyte Barthélémon (ur. 27 lipca 1741 w Bordeaux, zm. 20 lipca 1808 w Londynie) – francuski skrzypek i kompozytor.
Był synem Francuza i Irlandki. Początkowo występował w Comédie-Italienne w Paryżu. Od 1764 roku przebywał i działał w Londynie, początkowo jako skrzypek w Theatre Royal Haymarket, potem w Covent Garden Theatre. W 1766 roku został koncertmistrzem King’s Theatre. W 1769 roku występował gościnnie w Concert Spirituel, a w sezonie 1771/1772 grał w Dublinie. W 1776 roku odbył tournée po Niemczech, Włoszech i Francji. W 1783 roku otrzymał stanowisko pierwszego skrzypka Academy of Ancient Music w Londynie. Jego grę podziwiał Joseph Haydn. Pod koniec życia sparaliżowany, zmarł w zapomnieniu.
Skomponował opery Pelopida (wyst. Londyn 1766), The Judgement of Paris (wyst. Londyn 1768), Le Fleuve Scamandre (wyst. Paryż 1768), The Maid of the Oaks (wyst. The Oaks 1774) i Belphegor (wyst. Londyn 1778), ponadto koncert na skrzypce, duety na dwoje skrzypiec, kwartety smyczkowe.
Jego żoną była śpiewaczka Mary Young.